# Kinský-palota
A Kinský-palota (Goltz–Kinský-palota, csehül: Palác Goltz-Kinských) egy egykori palota, ma művészeti múzeum, amely az Óváros tér keleti oldalán (606/12.) áll. Ez Prága legjobb rokokó stílusú épülete.
Az 1755–1765-es években két középkori ház helyén épült Johann Ernst Wenzel Graf von der Goltz megrendelésére. Terveit Kilian Ignaz Dientzenhofertől készítette el, de meghalt 1751-ben, jóval az építkezés kezdete előtt, így a kastélyt Anselmo Lurago építette fel. Nem sokkal elkészülte után az építtető maga is elhunyt, és özvegye 1768-ban eladta az épületet a Kinský cseh nemes családnak, akik azt 1945-ig birtokolták. Az alapvetően rokokó stílusú palota egyértelműen mutatja a kialakulóban lévő klasszicizmus jegyeit. A figurális díszítés Ignaz Franz Platzer műhelyéből származik.
1819-ben itt élt Antonín Langweil litográfus, könyvtáros. Bertha von Suttner (született: Kinsky von Wchinitz und Tettau grófnő) a Kinský-palotában született és gyermekkorának egy részét is itt töltötte. Később az épület egy részében az Altstädter Deutsches Gymnasium német nyelvű gimnázium működött. Ide járt többek között Franz Kafka és Alfred Meißner is. A két világháború között a palota a Második Lengyel Köztársaság (1922–1934) követségének adott otthont.
1835-ben átépítették. Ebben a munkában a bécsi Joseph Koch tanítványaként részt vett a fiatal Ybl Miklós is.
Az egykori csehszlovák kommunista rezsim hivatalos verziója szerint Klement Gottwald 1948. február 25-én a Kinský-palota erkélyéről jelentette be az előző kormány lemondását és a kommunista hatalomátvételt. A történészek ma már úgy vélik, hogy nem itt történt, hanem a Vencel téren egy teherautó hátuljáról.
A homlokzat domborműveit több, egymásra hivatkozó forrás szerint is egy bizonyos C. G. Bossi készítette. A Bossi építész család tagjai közt azonban mindössze egy ilyen monogramú tagot ismerünk: a 16.század utolsó harmadában, tehát egy évszázaddal korábban aktív Gabriele di Cristoforo Bossit. Ennek alapján a homlokzatot a két timpanonban és az ablakok fölötti medallionokban díszítő, görög mitológiai és katolikus témájú rózsaszín és fehér színűre festett stukkó domborművekről (Mariahilf, Nepomuki Szent János, Európa elrablása, kentaur szüzet rabol) célszerűbb azt mondani, hogy  C. G. Bossi egykori műhelyében készülhettek.
Ma itt van a több helyszínen működő Prágai Nemzeti Galéria főigazgatósága. Először a Galéria grafikai gyűjteményét helyezték el benne, majd az intézmény állandó cseh tájképfestészeti kiállításának adott otthont. A 2010-es években két kiállítás volt itt látható:
- Ázsiai művészet és
- Az Ókor művészete.[2]

## Galéria

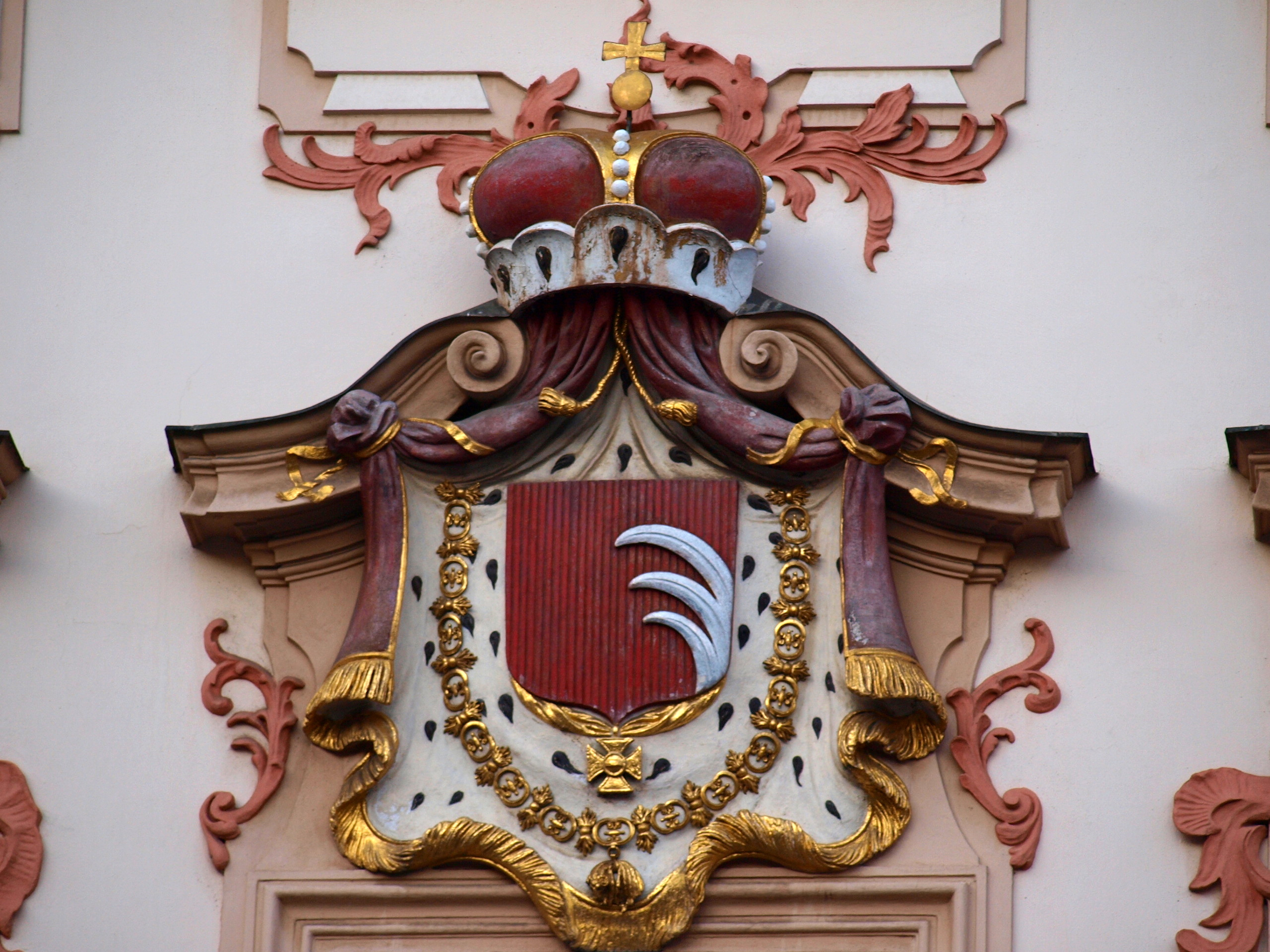
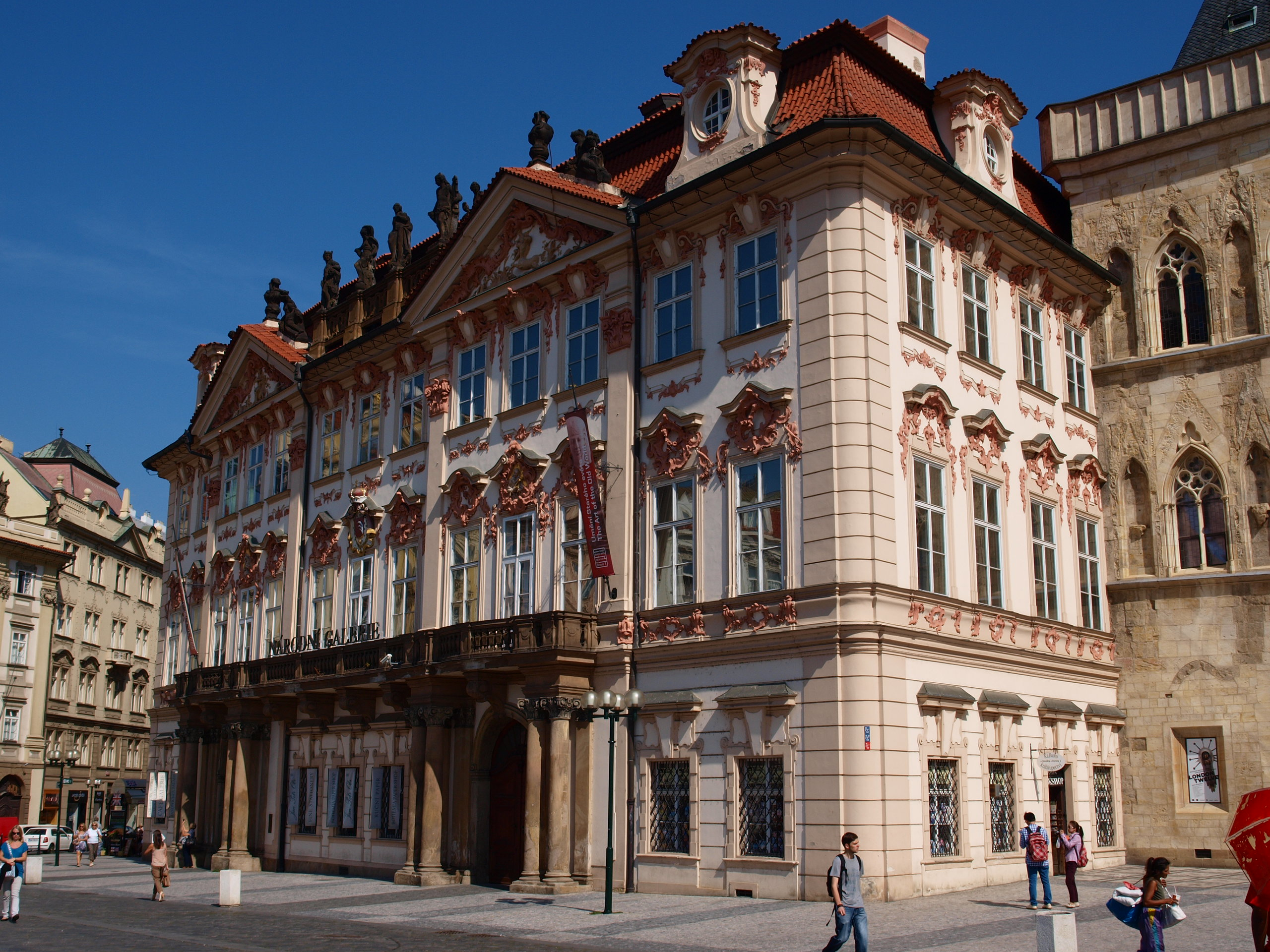
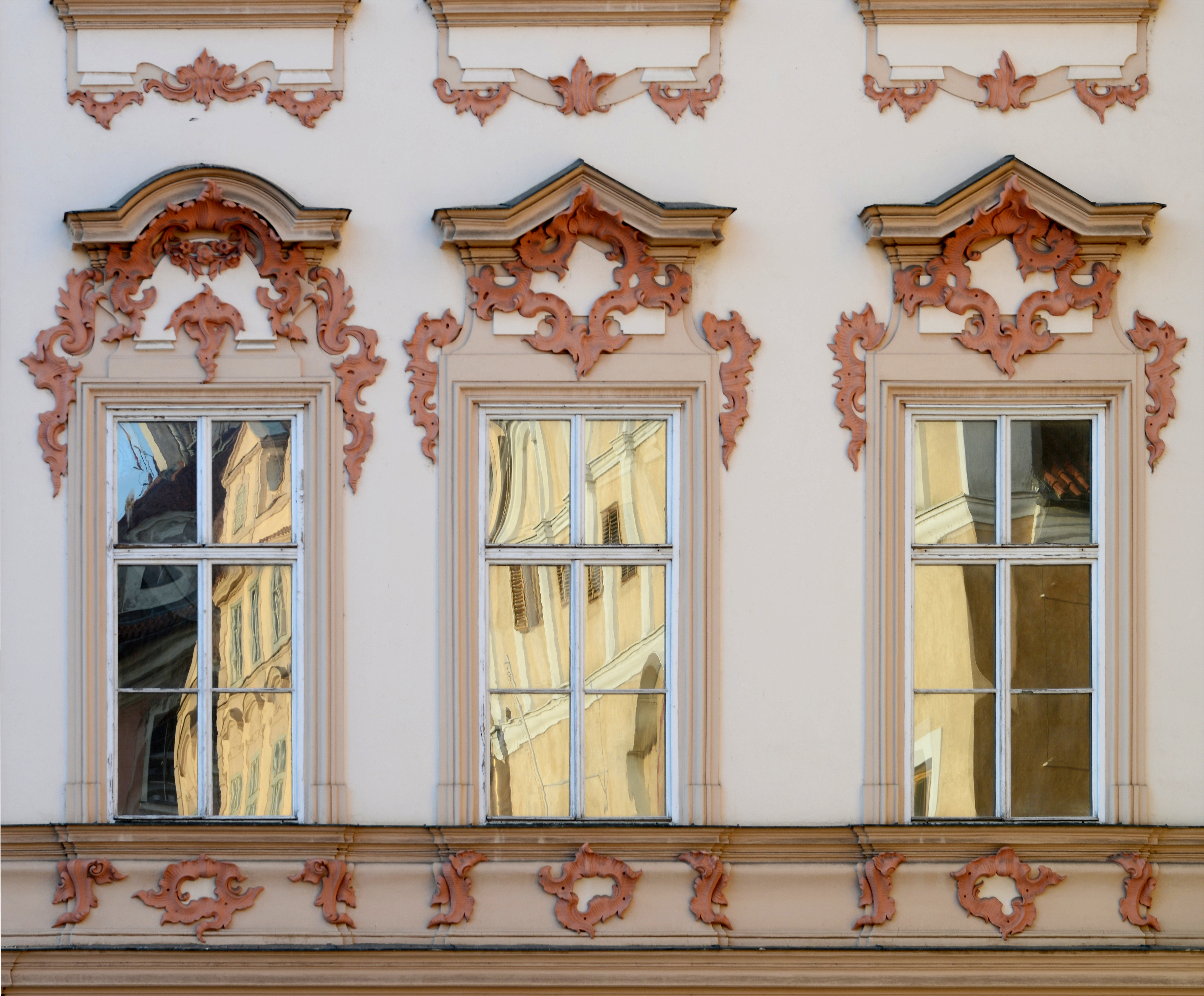
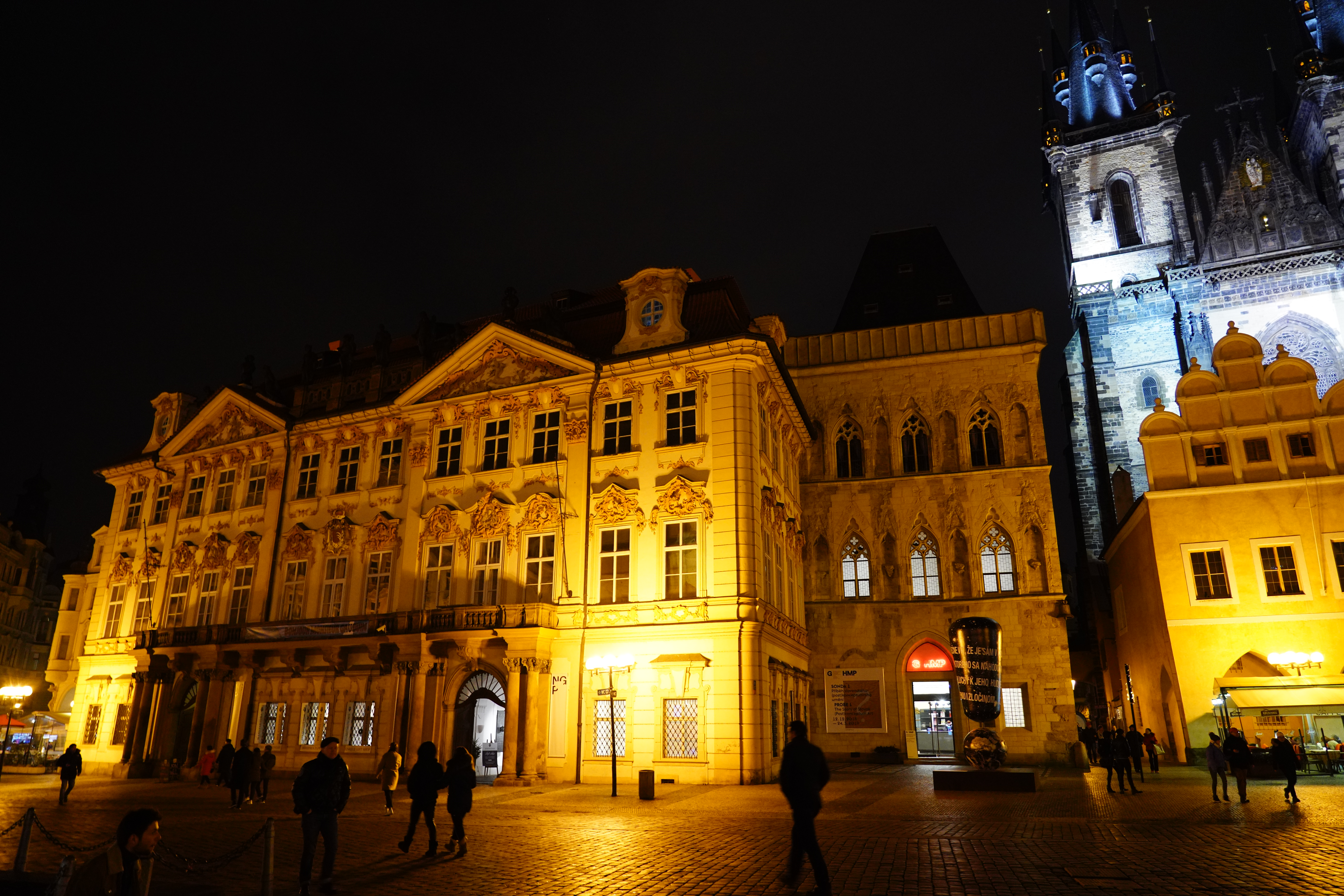

## Fordítás
- Ez a szócikk részben vagy egészben  a   Palais Goltz-Kinsky című német Wikipédia-szócikk ezen változatának fordításán alapul.  Az eredeti cikk szerkesztőit annak laptörténete sorolja fel. Ez a jelzés csupán a megfogalmazás eredetét és a szerzői jogokat jelzi, nem szolgál a cikkben szereplő információk forrásmegjelöléseként.